# 村祀り
『村祀り』（むらまつり）は、山口譲司による日本の漫画作品。原案協力は木口銀。。
『週刊漫画TIMES』（芳文社）にて、2014年から2025年1月10日・17日合併号（2024年12月27日発売）まで連載された。単行本は全20巻。
現代日本を舞台とし、本草学者三神が日本のさまざまな幽村を訪れ、その村で目撃する異様な風習を描く伝奇ミステリー作品である。

## 主要登場人物
三神 荒（みかみ こう）
蓬莱（ホーライ）
中国人のブローカー。三神からは「Mr.ホーライ」とも呼ばれている。なお、「蓬莱」は屋号のようなもの。
園山 花梨（そのやま かりん）
三神の助手を務めるようになる。
蒼井
忍

## 書誌情報
- 山口譲司、木口銀（原案協力）『村祀り』 小学館〈芳文社コミックス〉、全20巻[3]
  1. 2015年07月16日発売、ISBN 978-4-8322-3461-1
  2. 2015年11月16日発売、ISBN 978-4-8322-3478-9
  3. 2016年02月16日発売、ISBN 978-4-8322-3491-8
  4. 2016年08月16日発売、ISBN 978-4-8322-3513-7
  5. 2017年03月16日発売、ISBN 978-4-8322-3539-7
  6. 2017年10月16日発売、ISBN 978-4-8322-3572-4
  7. 2018年06月14日発売、ISBN 978-4-8322-3614-1
  8. 2018年11月15日発売、ISBN 978-4-8322-3642-4
  9. 2019年06月13日発売、ISBN 978-4-8322-3678-3
  10. 2019年11月14日発売、ISBN 978-4-8322-3701-8
  11. 2020年06月16日発売、ISBN 978-4-8322-3746-9
  12. 2020年11月16日発売、ISBN 978-4-8322-3781-0
  13. 2021年05月13日発売、ISBN 978-4-8322-3824-4
  14. 2021年11月16日発売、ISBN 978-4-8322-3869-5
  15. 2022年05月16日発売、ISBN 978-4-8322-3915-9
  16. 2022年10月14日発売、ISBN 978-4-8322-3947-0
  17. 2023年04月14日発売、ISBN 978-4-8322-3986-9
  18. 2023年11月16日発売、ISBN 978-4-8322-0340-2
  19. 2024年05月16日発売、ISBN 978-4-8322-0402-7
  20. 2025年05月15日発売、ISBN 978-4-8322-0507-9